# (400200) 2007 AG13
(400200) 2007 AG13 es un asteroide perteneciente al cinturón de asteroides, descubierto el 9 de enero de 2007 por el equipo del Mount Lemmon Survey desde el Observatorio del Monte Lemmon, Arizona, Estados Unidos.

## Designación y nombre
Designado provisionalmente como 2007 AG13.

## Características orbitales
2007 AG13 está situado a una distancia media del Sol de 2,645 ua, pudiendo alejarse hasta 3,473 ua y acercarse hasta 1,817 ua. Su excentricidad es 0,312 y la inclinación orbital 5,529 grados. Emplea 1571,65 días en completar una órbita alrededor del Sol.

## Características físicas
La magnitud absoluta de 2007 AG13 es 16,9. Tiene 3 km de diámetro y su albedo se estima en 0,048.